# Metal Gear Acid
Metal Gear Acid é um jogo eletrônico de cartas colecionáveis baseado em turnos desenvolvido pela Konami Computer Entertainment Japan para o console portátil
PlayStation Portable. O desenvolvimento do jogo foi primeiramente revelado na E3 de 2004 em maio, e foi lançado para o Japão em 16 de dezembro de 2004 e para a América do Norte em 22 de março de 2005.